# Parc Jakobson
Le parc Jakobson (estonien : Jakobsoni park) est un parc de Pärnu en Estonie.

## Présentation
Le parc porte le nom d'August Jakobson.
Le parc a été construit à la place des bâtiments detruits par les bombardements pendant la Seconde Guerre mondiale.
Le mémorial à August Jakobson érigé dans le parc en 1973.
Comme il y avait de nombreux beaux bâtiments dans la zone du parc avant la guerre, plusieurs propositions ont été faites pour reconstruire le parc avec des bâtiments adaptés à l'environnement afin de restaurer l'intégrité de la rue Rüütli tänav et de revitaliser la zone,.

## Galerie

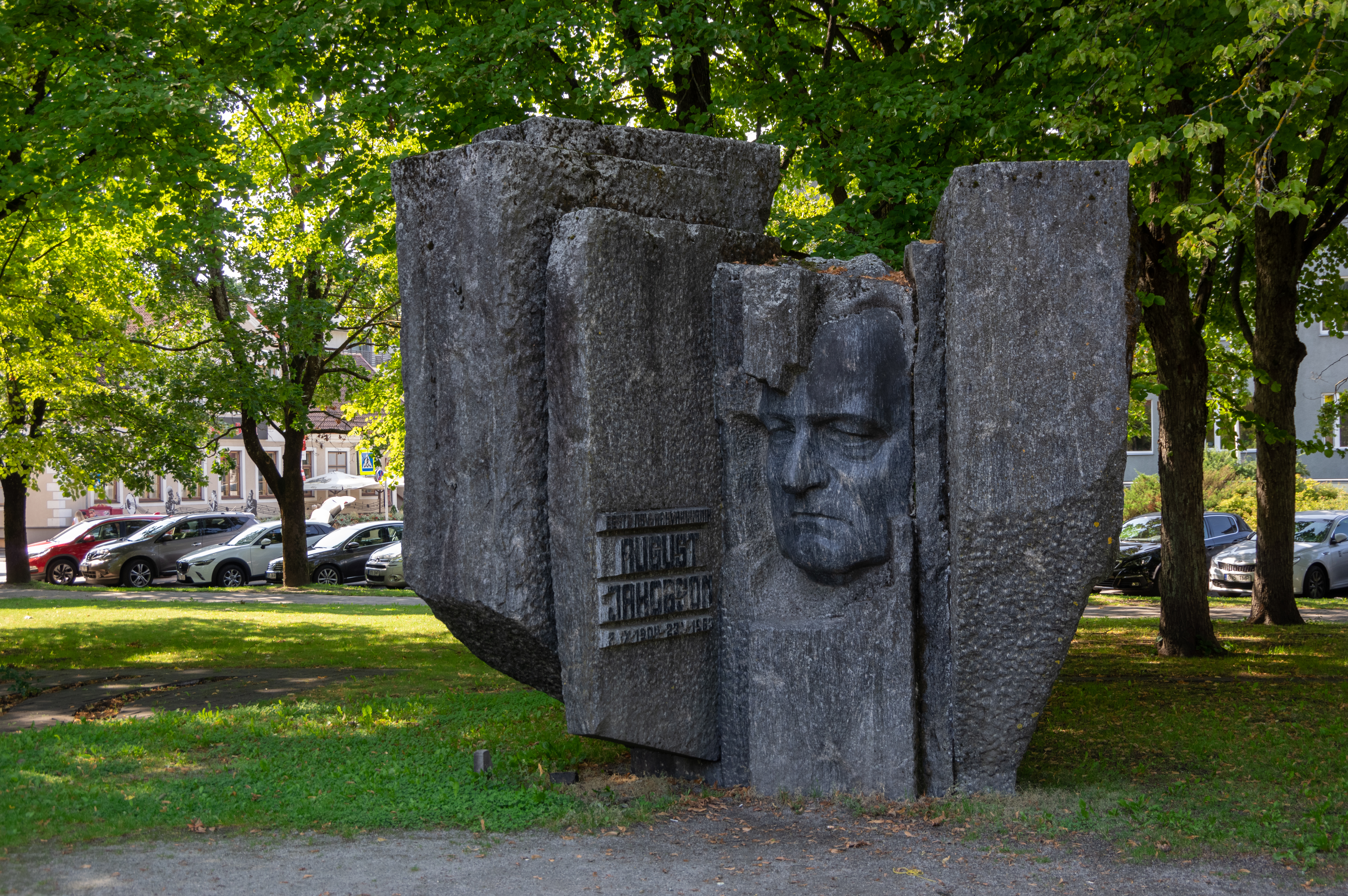
Mémorial à August Jakobson.